# Общество немецких химиков
Общество немецких химиков (нем. Gesellschaft Deutscher Chemiker) — это научное общество в Германии со штаб-квартирой во Франкфурте-на-Майне, которое изначально было открыто только для дипломированных специалистов-химиков. ОНХ было основано в 1949 году во Франкфурте-на-Майне в традициях Берлинского Немецкого химического общества (БНХО, основано в 1867 году) и Объединения немецких химиков, созданных на основе союзов прежних оккупационных зон. В 1910 году впервые в истории в Германское химическое общество была принята женщина. После воссоединения Германии многие члены бывшего Химического общества ГДР присоединились к ОНХ. В результате внесения поправки в Устав с 11 октября 2006 года любое заинтересованное лицо может стать членом Общества, если оно хочет поддерживать цели и задачи Общества и научный интерес к химии. Каждый член ОНХ обязуется, среди прочего, придерживаться Кодекса поведения и, таким образом, обязуется следовать принципам свободы, толерантности и правдивости в научной среде.

## Обзор и структура
ОНХ имеет в своём составе около 31 000 членов (по состоянию на июль 2020 г.) из научных кругов, промышленности, а также представителей свободных профессий – из них около 10 000 членов – студенты и молодые специалисты. Доля женщин в настоящее время составляет около 29% (по состоянию на ноябрь 2017 года). ОНХ подразделяется на 27 экспертных групп (по состоянию на январь 2016 г.), которые представляют, с одной стороны, специальные отрасли (такие как Аналитическая химия, Общество пищевой химии и т.д.), с другой стороны, определённые группы интересов (Равные возможности, Государственная служба). Кроме того, существует Форум молодых химиков (ФМХ), основанный в 1997 году как ассоциация молодых членов ОНХ - в основном студентов и аспирантов. На региональном уровне ОНХ представлен в 60 местных ассоциациях и 54 региональных отделениях Форума молодых химиков (в основном на базе отраслевых химических университетов).
Задачей ОНХ является продвижение химии и специалистов-химиков на некоммерческой основе, в том числе путем проведения конференций, повышения квалификации, присуждения наград и публикации специальных научных изданий, таких как ежемесячный членский журнал Nachrichten aus der Chemie или самый известный в мире химический журнал Angewandte Chemie с его англоязычной версией.

### Штаб-квартира
Штаб-квартира ОНХ расположена во Франкфурте-на-Майне, в Доме Карла Боша по адресу Варрентраппштрассе 40-42, управляющий директор - Вольфрам Кох.

### Цели создания Общества немецких химиков
- Содействие научной работе в области исследований и преподавания
- Дальнейшее развитие образования и подготовки кадров в школах и университетах
- Создание научных связей и содействие международному сотрудничеству
- Диалог с общественностью, представление интересов в политике и обществе
- Содействие устойчивому развитию на благо будущих поколений

### Местные объединения
Немецкое химическое общество представлено во всех регионах Германии через свои местные объединения, которых насчитывается более 60. Чаще всего они представлены в местных исследовательских и производственных структурах. Местные ассоциации ОНХ организуют коллоквиумы с учеными из Германии и из-за рубежа, читают научно-популярные лекции, знакомят с химией в рамках региональных мероприятий и являются местными контактными лицами для журналистов, учителей и учеников.

### Форум молодых химиков
Форум молодых химиков (ФМХ) - это организация молодых членов Общества немецких химиков (ОНХ), которое было основано в 1997 г. Всего в нём насчитывается более 9000 членов, что составляет почти 30% всего состава ОНХ. Благодаря ему молодые химики координируют и организуют свои интересы и мероприятия - такие как ярмарки вакансий, симпозиумы, коллоквиумы, семинары и лекции. Форум молодых химиков, состоящий из 54 региональных форумов (в основном на базе химических университетов), также представлен во всех регионах Германии. Некоторые предложения организуются совместно с партнёрскими ассоциациями - такими как молодежное Немецкое общество физиков.

### Экспертные группы
Под эгидой ОНХ представлены следующие экспертные группы:

#### Аналитическая  химия
Экспертная группа аналитической химии является вторым по величине подразделением ОНХ и насчитывает в настоящее время около 2200 членов. Она, в свою очередь, подразделяется на десять рабочих групп. Молодые аналитики (члены группы моложе 40 лет) представлены в Совете группы двумя членами. В группе работают химики, а также ученые из области физики, биологии и инженерных наук, работающие в промышленности, университетах, научно-исследовательских институтах, а также из государственных структур и органов власти, которые занимаются разработкой аналитических инструментов и научных методов. Вопросы, которыми занимаются аналитики имеют, как правило, в высшей степени прикладной характер. Важную роль при этом играет как концентрационный анализ (количественный анализ), так и структурный анализ (качественный анализ).
Аналитическая химия охватывает следующие темы: Атомная и молекулярная спектроскопия, биологический анализ, анализ поверхности, электрохимия, хемометрика, элементный анализ, химические и биологические сенсоры, промышленная аналитика, клиническая и судебно-медицинская аналитика, масс-спектрометрия, нано-аналитика, фармацевтическая аналитика, пробоподготовка, методы разделения, анализ процессов, анализ воды и окружающей среды.

#### Рабочая группа по обеспечению равноправия в области химии (РГОРОХ)
Члены РГОРОХ убеждены, что химия могла бы достичь ещё большего, если бы её директивные органы в науке и промышленности были бы сбалансированы в плане состава между женщинами и мужчинами. Для этого существуют три инициативы:
1. Проекты или сети по продвижению женщин,
2. Перспективы успешных карьерных путей через представление ярких примеров среди женщин и мужчин (целевая группа Форум молодых химиков),
3. Стимулирование дискуссии о равных возможностях.

Рабочая группа призывает к улучшению возможностей карьерного роста и выступает за создание подходящих рамочных условий, например, для совместимости работы и семьи. От этого выиграют и университеты, и компании. Рабочая группа "Равные возможности в химии" вносит свой вклад в научный и социальный прогресс.
Голосование о роспуске РГОРОХ состоялось 16 июня 2017 года. Роспуск Рабочей группы секции ОНХ по равным возможностям в химии (РГОРОХ) был одобрен членами с требуемым большинством голосов. Поскольку не все члены РГОРОХ присутствовали 3 марта 2017 года, решение было принято в соответствии с правилами процедуры посредством онлайн- или письменного опроса членов. В этом случае применяется большинство в две трети (75%) поданных действительных голосов. Процент выданных разрешений составил 83,1%.
Таким образом, Рабочая группа по обеспечению равноправия в области химии (РГОРОХ) будет распущена 31 декабря 2017 года.

#### Строительная химия
Строительная химия - это классическая междисциплинарная наука. Поэтому рабочая группа рассматривает себя как форум для междисциплинарного диалога между химиками, инженерами-строителями, специалистами по науке о Земле, архитекторами, хранителями памятников и специалистами по строительным материалам. Организация национальных и международных конференций и семинаров способствует развитию тесной сети специалистов, заинтересованных в развитии данной области. Рабочая группа оказывает поддержку молодым ученым, присуждая премии за выдающиеся дипломные работы и научные диссертации в области строительной химии. Участие в мероприятиях группы студентов и аспирантов, являющихся её членами, активно поддерживается специальными стипендиями.

#### Биохимия
Рабочая группа по биохимии была основана в 1981 году и объединяет более 700 ученых из университетов, научно-исследовательских институтов и промышленности. Посредством интенсивного обмена группа отвечает на актуальные вызовы в области исследований, прикладного использования и профессионального образования, вносит эффективный вклад в поддержание и повышение конкурентоспособности Германии как научного и промышленного центра. Рабочая группа регулярно организует национальные или международные семинары по биохимии в целом и по самым различным специальным темам. Это темы от катализа в биохимии до стабильности и стабилизации белковых структур, от химии генетических исследований, химии передачи нейронной информации до передачи биологической энергии. Кроме того, группа оказывает поддержку в организации конференций других организаций в области биохимии. Она продолжает содействовать развитию университетского образования, повышению квалификации молодых ученых, повышению квалификации преподавателей и уделяет особое внимание профессиональному развитию выпускников университетов. Кроме того, члены группы регулярно публикуют свои статьи в журнале Nachrichten aus der Chemie, входящем в состав ОНХ, тем самым способствуя распространению последних результатов биохимических исследований и лучшему пониманию этой увлекательной дисциплины. На национальном и международном уровнях постоянно совершенствуется и расширяется сеть экспертов по различным биохимическим специальностям. Кроме того, группа поддерживает интенсивные контакты с другими подразделениями, такими как Рабочая группа по медицинской химии, ассоциация Либиха по органической химии, а также с Рабочей группой по химической биологии.

#### Бытовая химия
Целью рабочей группы «Бытовая химия» является создание форума для заинтересованных лиц из промышленности, органов власти, университетов, институтов и средств массовой информации, на котором можно открыто и конструктивно обсудить все технические вопросы, касающиеся моющих и чистящих средств. Основное внимание уделяется научным заявлениям об устойчивом развитии общества и сохранения безопасности среды обитания.
Особый интерес для молодых членов представляют ежегодная спонсорская награда в области фундаментальных исследований моющих и чистящих средств, а также стипендии для участия в ежегодной Европейской конференции по моющим и чистящим средствам (European Detergents Conference EDC).

#### Химия-Информация-Компьютеризация (ХИК)
Рабочая группа «Химия-Информация-Компьютеризация» (ХИК) призвана объединять ученых, заинтересованных в автоматизации решений и обработки задач современной химии. Сюда относятся области химической информатики (методы информатики, которые пытаются решать различные химические проблемы - такие как эффективное хранение и поиск молекулярных структур и молекулярных свойств в химических информационных системах), молекулярное моделирование (например, подходы к разработке лекарственных препаратов или методы компьютерного моделирования), молекулярная механика и методы квантовой химии. Кроме того, группа поощряет использование концепций открытого доступа и открытого исходного кода, а также участвует в международном сообществе вычислительной химии.
Ежегодно на Немецкой конференции по химической информатике (GCC) молодым ученым присуждается премия ХИК по вычислительной химии за выдающиеся дипломные, кандидатские и докторские диссертации, посвящённых различным аспектам тематики «Химия-Информация-Компьютеризация».
Актуальное состояние:
В 2018 году рабочая группа сменила своё название на "Компьютеры в химии" (КВХ). Она видит свои задачи:
- в продвижении компьютерных приложений в области химических наук в качестве части университетского преподавания - как правило, на своей ежегодной международной конференции,
- в поддержке разработок на базе открытого доступа и открытого исходного кода в предметной области подразделения,
- в сотрудничестве между промышленностью и высшей школой,
- в участии в соответствующих национальных и международных рабочих группах,
- в поддержании отношений со смежными учреждениями как внутри страны, так и за рубежом.

#### Химия и Энергетика
Рабочая группа «Химия и энергетика» была создана в марте 2009 года вначале как научное сообщество, которое затем было преобразовано в отдельную рабочую группу 1 января 2016 года. Это объединение, состоящее из 250 человек, работающих по тематике "Химия и энергетика". С химической точки зрения, группа специалистов занимается научно-техническими вопросами по теме "Энергообеспечение будущего". Она также служит центром данных и информации по теме "Химия и энергетика", делает видимой деятельность в области энергетики в ОНХ и организует обмен с сопоставимыми техническими и научными рабочими группами и другими партнёрами, которые рассматривают тему энергетики с альтернативных точек зрения.

#### Преподавание химии
Рабочая группа «Преподавание химии» (РГПХ), насчитывающая более 1900 членов, является форумом ОНХ по всем вопросам, касающимся преподавания химии в школе и дидактики химии. Для того чтобы вдохновить школьников на изучение химии в рамках классных занятий, к работе привлекаются студенты, стажёры, учителя всех уровней и типов школ, специалистов по дидактике химии, а также ученые, представители промышленности и государственные чиновники. Практические предложения РГПХ включают в себя:
- Ежегодную лекционную и учебную конференцию с дискуссионными, экспериментальными и стендовыми докладами, а также семинары[4]
- Дискуссионную группу для молодых ученых
- Премии от различных профильных групп: Премия Фридриха Штромейера, премия Генриха Рёсслера[нем.] и премия Хайнца Шмидта[нем.] от имени Немецкого химического общества вручаются на ежегодной конференции РГПХ.
- Издательским органом РГПХ является журнал Chemkon[нем.], который ежегодно выпускается четырьмя печатными и восемью онлайн выпусками[5]. Четыре дополнительных онлайн выпуска предназначены, прежде всего, для освещения тем 2-й ступени среднего образования.

#### Химики на госслужбе
Члены рабочей группы «Химики на госслужбе» работают в областях, где есть напряженность между экономикой, наукой и обществом. В дополнение к своему опыту работы в химической отрасли, они нуждаются в обширных знаниях правовых норм и социально-политических основ общества. Рабочая группа хотела бы, в частности, информировать молодых химиков о сферах деятельности в рамках государственной службы и показать им сферы, где они могут столкнуться с этим в своей профессиональной жизни.

#### Электрохимия
Аккумуляторы, топливные элементы, дезинфекция, защита от коррозии, датчики, биотехнологии, микроэлементы и синтез хлора - вот лишь некоторые из актуальных тем, в которые электрохимия вносит значительный вклад. Рабочая группа призвана содействовать развитию всех областей электрохимии от фундаментальных исследований до их практического применения. Для молодых членов, которых приветствуют на небольшой вечеринке, рабочая группа предлагает ежегодную спонсорскую премию, а также гранты на проведение конференций, экскурсий, связанных с электрохимией, и национальную карту для посещения электрохимических курсов обучения, компаний и институтов по всей стране.

#### Химия твердого тела и материаловедение
Рабочая группа «Химия твердого тела и материаловедение» включает в себя продвижение химии твердого тела как творческой синтетической дисциплины, лежащей в основе фундаментальной химии, с физико-химическими исследованиями материалов в качестве дополнительной основы современных технологий твердого тела. Отдел обеспечивает формат научного обмена между исследователями из университетов, научно-исследовательских институтов и промышленных предприятий - и с момента своего основания он предлагает молодым ученым контакты с опытными специалистами в области химии твердого тела. В будущем работа группы будет по-прежнему сосредоточена на дальнейшем развитии немецкой школы химии твердого тела и содействии междисциплинарным исследованиям материалов под эгидой данного направления.

#### Внештатные химики и владельцы независимых лабораторий
Данная рабочая группа объединяет профессионально независимых химиков. Их контакты, создание новых связей между собой и непрерывное повышение квалификации являются важными факторами успеха для самозанятых лиц; а рабочая группа хочет предоставлять возможность и поддерживать и то, и другое. Химики всех возрастов - будь то ещё студенты или уже взрослые специалисты, рассматривающие возможность самостоятельного бизнеса, найдут в данной группе контакты и помощь по научным и деловым вопросам - например, по составлению бизнес-плана.

#### История химии
Рабочая группа "История химии" предлагает платформу для презентаций исторических исследований. Каждые два года в рамках группы проходит специализированная конференция, её результаты и новости публикуются в объявлениях рабочей группы. В группе ведется диалог об исторических корнях, традициях и самосознании химиков через призму смены поколений. Работам молодых ученых каждые два года присуждается специальная премия имени Беттины Хаупт.

#### Защита права интеллектуальной собственности
Основной деятельностью рабочей группы по защите прав интеллектуальной собственности является содействие членам, работающим в области интеллектуальной собственности и решение патентных вопросов в целом. Для этого проводятся семинары, практикумы и коллоквиумы. Группа защиты интеллектуальной собственности высоко ценится как образовательный форум по охране промышленной собственности, а также как форум для обмена опытом в области патентных вопросов, законодательства, прецедентного права и официальной практики, в который, в частности, свой вклад вносит ежегодный Съезд специализаций.
Рабочая группа также служит коллективным консультантом для студентов и т.д., чтобы обеспечить их соответствующими инструментами и базовыми знаниями для деятельности в области прав промышленной собственности. Её целью является предоставление аспирантам-химикам соответствующих основ патентного права в институтах и университетах.

#### Химические покрытия
Рабочая группа «Химические покрытия» представляет собой разнообразную, междисциплинарную и, следовательно, сложную область знаний, в которой нашли сочетание как традиционные науки, такие как неорганическая, органическая и коллоидная химия, а также новые, такие как нано- и экологические технологии. В связи с "открытыми границами" данной предметной области эта рабочая группа
особенно сильно сконцентрирована на интенсивном сетевом обмене знаниями и опытом. Для студентов работает бесплатная биржа стажировок, каникулярных и экзаменационных работ, а также бесплатное участие в тематической конференции по химическим покрытиям в рамках Летней школы "Покрытия и краски".

#### Общество пищевой химии (ОПХ)
В рамках ОНХ «Общество пищевой химии» имеет наибольшее количество членов, чья профессиональная сфера деятельности простирается от университетов до министерств, от мониторинга пищевых продуктов до промышленности и самозанятых лиц. Во многих рабочих группах рассматриваются актуальные научные темы и гарантируется обмен мнениями на ежегодных больших (Немецкий день пищевых химиков) и малых (региональные конференции союзов) конференциях, а также через собственный журнал "Пищевая химия".
Рабочая группа молодых специалистов по пищевой химии (РГМСПХ) играет особую роль в качестве представителя интересов студентов или аспирантов в области пищевой химии в немецких университетах, специалистов по пищевой химии, проходящих производственную практику, а также молодых специалистов. Эта рабочая группа выделяется не только своими огромными размерами, но и своей обособленной организационной структурой.

#### Ассоциация Г. Либиха по органической химии (ОРХИМ)
Ассоциация специалистов по органической химии имени Г.Либиха занимается темами органической химии в узком и широком смысле этого слова. Премия ОРХИМ для молодых ученых присуждается тем молодым химикам, кто получил квалификацию в этой области благодаря новым, оригинальным и новаторским научным работам. Кроме того, гранты и премии вручаются аспирантам и докторантам с новыми и оригинальными научными работами, например, в рамках проводимых конференций ОРХИМ, мероприятий ОНХ, а также в рамках нерегулярных мероприятий, организуемых членами ОНХ.

#### Магнитно-резонансная спектроскопия
Рабочая группа магнитно-резонансной спектроскопии обеспечивает форум для контактов между всеми учеными, работающими в области магнитного резонанса в университетах, в промышленности и в других учреждениях как в Германии, так и за рубежом. Благодаря междисциплинарному характеру метода происходит живой обмен идеями и опытом между химиками, физиками и биологами. Студенты кафедры бесплатно участвуют в ежегодных конференциях кафедры и могут быть награждены специальными премиями.

#### Химия высокомолекулярных соединений
Рабочая группа «Химия высокомолекулярных соединения» объединяет ученых из университетов, научно-исследовательских институтов и промышленности и объединяет опыт в области химии, физики и прикладного применения полимеров. Посредством интенсивных внутренних и внешних обменов группа решает текущие задачи в области научных исследований, прикладного применения и образования в сфере высокомолекулярных соединений и вносит свой вклад в поддержание и повышение конкурентоспособности Германии как места расположения высокоразвитой науки и промышленности. Группа является организатором профильного семинара для молодых университетских преподавателей и присуждает премию имени Реймунда Штадлера. Этот семинар даёт возможность будущим университетским преподавателям в области химии полимеров и смежных областях представить свои работы кругу избранных ученых, способствуя тем самым налаживанию эффективных связей, а также сотрудничеству между университетами, институтами и промышленностью. По итогам семинара рабочая группа вручает премию Реймунда Штадлера авторам наиболее выдающихся работ. Кроме того, отдел предоставляет гранты на поездки студентам и аспирантам. По заявке она предоставляет также субсидии для участия молодых специалистов в съездах и конференциях. Группа является также соредактором университетского справочника "Высокомолекулярные соединения" и участвует в программе непрерывного образования ОНХ.

#### Медицинская химия
Рабочая группа по медицинской химии существует с 1971 года. Около 800 её членов работают в институтах и университетах, научно-исследовательских институтах и в фармацевтических компаниях. В основном это химики и фармацевты, а также специалисты области вычислительной техники, инженеры-технологи и т.д. Группа стремится сократить разрыв между химией, с одной стороны, и биологией, медициной и фармацевтикой - с другой. В ней рассматриваются междисциплинарные вопросы современной разработки лекарственных средств - в частности, изобретение новых действующих лекарств, оптимизация лекарственных форм, а также внедрение новых современных технологий - таких как комбинаторный синтез, высокопроизводительные системы скрининга, основанные на молекулярно-биологических принципах, а также конструирование лекарственных средств, молекулярное моделирование, количественный анализ структуры и лечебного эффекта, фармакокинетики и метаболизма и др.
Целью группы является продвижение и представление этой дисциплины на национальном и международном уровнях. В центре внимания находятся организация ежегодной конференции "Границы медицинской химии" с международным участием, летняя школа для студентов и аспирантов, а также продвижение молодых ученых и присуждение поощрительных премий и специальных премий за инновации и разработки.

#### Химия устойчивого развития
Рабочая группа «Химия устойчивого развития» занимается вопросами вклада химии в устойчивое развитие нашего общества. Различные аспекты устойчивого развития обсуждаются, в частности, на ежегодной конференции. В целях содействия продвижению молодых ученых рабочая группа присуждает премию за лучшую кандидатскую диссертацию в области охраны природы. Экологичная химия - это изучение использования материальных ресурсов и их трансформации без ущерба для будущих поколений.
В этом контексте рассматриваются следующие основные темы: экономичная энергетика, возобновляемое сырье, экологически чистый катализ, альтернативные условия реакции, оценка химических процессов и продуктов, экологичная продукция. Ближайшая ежегодная конференция состоится с 17 по 19 сентября 2018 года в Аахене.

#### Радиохимия
Рабочая группа по радиохимии занимается междисциплинарными темами, связанными с грамотным обращением с радиоактивными материалами и ионизирующим излучением. Сюда относятся исследования в области наук о жизни, энергии, охраны окружающей среды и даже такие фундаментальные научные вопросы как, например, радиоаналитика и химия сверхтяжелых элементов. Группа организует соответствующие профессиональные конференции и оказывает поддержку молодым ученым, например, путем присуждения премий аспирантам.

#### Фотохимия
Рабочая группа по фотохимии существует с 1971 года и насчитывает около 300 членов (по состоянию на январь 2016 года). Её целями в области фотохимии и смежных отраслей химии являются, в частности, содействие обмену идеями между коллегами и внесение профессиональных предложений, развитие отношений с соответствующими организациями за рубежом, закрепление или укрепление преподавания предметов на занятиях по химии в университетах, а также продвижение молодых ученых. В целях содействия профессиональному и научному обмену идеями между своими членами группа организует на регулярной основе (каждые 2 года) мероприятия, где проводятся научные лекции (включая стендовые доклады). Дальнейшими задачами группы являются организация курсов повышения квалификации и информационных дней, а также брифинги для прессы по актуальным темам.
Фотохимия охватывает предметные области: фотосинтез, солнечная химия, фотоиндуцированные реакции, фотохромизм, оптическая спектроскопия, фотопроцессы в атмосфере, химические основы зрительного процесса, фотография, фотодинамическая терапия.

#### Старшие эксперты по химии
С учётом демографического развития членов ОНХ в октябре 2006 года была создана специальная секция Старших экспертов по химии (СЭХ)
Старшие эксперты-химики - это члены ОНХ преклонного возраста, в основном пенсионеры. Все они имеют университетское образование и многолетний профессиональный опыт. СЭХ хочет продолжать использовать эти знания и, следовательно, сделать их доступными для общественности бесплатно.
Работа СЭХ сосредоточена на следующих темах: связи и отношения химиков в Германии и за рубежом, репутация и понимание химии в обществе и химическое образование в любом возрасте. Ежегодное заседание СЭХ является наиболее значимым проектом. Но СЭХ также ведёт интересные колонки в ежедневной прессе, предлагает дидактически обоснованные лекции школам и другим учебным заведениям или организует ряд интересных технических экскурсий (SEC Technology Tour). В будущем СЭХ хотел бы более тесно сотрудничать с местными отделениями ОНХ.

#### Химия окружающей среды и эко-токсикология
Раздел химии окружающей среды и эко-токсикологии ОНХ занимается состоянием химических веществ в окружающей среде (химия окружающей среды) – путями их попадания в окружающую среду, распределением и трансформацией в составных элементах почвы, воды, воздуха - и их воздействием на организмы и среду обитания (эко-токсикология). Предметная область является в высшей степени междисциплинарной и представляет собой широкую область исследований и анализа для химиков, биологов, гео-специалистов, юристов, инженеров и ученых других смежных дисциплин. Для заинтересованных ученых и практиков данное отделение вместе с другими рабочими группами предлагает совместный форум
для дальнейшего развития отрасли. В настоящее время существуют следующие рабочие группы, насчитывающие в общей сложности около 800 членов: Химия атмосферы, Химия и экология почв, Химическая оценка экологического мониторинга.
С 2009 года данная рабочая группа присуждает премию имени Пауля Крутцена.

#### Ассоциация химии и экономики
Ассоциация химии и экономики (АХЭ) была создана в 1999 году с учётом профессиональной деятельности химиков, работающих в промышленности в рамках ОНХ. С тех пор она превратилась в важную профессиональную сеть химической и фармацевтической промышленности и неоднократно вносила самостоятельный вклад в вопросы промышленного и технологического развития. Она предлагает форум для открытого обмена мнениями по актуальным вопросам и разработкам в своей отрасли, организует лекционные мероприятия по важным темам, выпускает публикации и присуждает премию за исследования в области химии и экономики.
Ассоциация насчитывает около 700 членов и предоставляет этому кругу заинтересованных химиков, преподавателей университетов, экономистов и студентов широкую площадку для обсуждения вопросов химической промышленности на конференциях по актуальным темам развития, экономики и общества в связи с вопросами развития химической отрасли. Имеются также возможности для организации обсуждений на регулярных встречах и тематических круглых столах в различных городах.

#### Химия воды
Рабочая группа «Химия воды» активно участвует в решении вопросов эффективной защиты, разумного использования, эффективной обработки и очистки, а также надлежащего исследования и оценки качества воды. Её техническая работа осуществляется в рамках трёх главных комитетов "Аналитические методы", "Вещества и жидкости" и "Научные принципы", а также их рабочих подгрупп. Сообщество публикует исследования и устанавливает национальные технические нормы для исследования воды и сточных вод. Кроме того, оно выпускает профессиональный журнал "О воде". Для участия в ежегодном собрании сообщества весной выдаются многочисленные стипендии, а кроме того, сообщество при поддержке Фонда Вальтера Кёлле ежегодно присуждает кандидатскую премию в области химии воды.

#### Ассоциация Вёлера по неорганической химии
Ассоциация Вёлера по неорганической химии занимается развитием понимания неорганической химии, стимулирует направления исследований и отдельные проекты в области неорганической химии, пропагандирует тему неорганической химии в университетах и информирует своих членов о важных публикациях и других мероприятиях в области неорганической химии. Она поддерживает обмен опытом между своими членами и зарубежными коллегами. Ассоциация Вёлера оказывает поддержку молодым ученым, присуждая награды группам молодых ученых на съезде ассоциации и её научном форуме. Сотрудничая с представителями химической промышленности, ассоциация Вёлера строит мост между школой, университетом и работой.

### Профессиональные сообщества и прочие структуры
Следующие профессиональные сообщества и прочие структуры представлены под эгидой ОНХ:

#### Немецкое сообщество по катализу (НСК)
Немецкое сообщество по катализу (НСК) является центральным лобби всего немецкого каталитического научного сообщества. В нём входят около 1100 членов. В задачи и цели сообщества входит продвижение молодых ученых, повышение репутации отрасли в глазах широкой общественности и предоставление платформы для дискуссий и обмена информацией по исследованиям и областям применения катализа. Другими центральными вопросами являются сотрудничество с другими национальными, европейскими и международными организациями, лоббирование интересов в финансовых организациях, а также организация и проведение ежегодного совещания экспертов (Ежегодная встреча немецких специалистов по катализу). Поддерживающими организациями являются отраслевое объединение DECHEMA, объединение химического машиностроения VDI-GVC, а также Общество немецких химиков (ОНХ), немецкое бунзеновское сообщество (DBG) и Немецкое топливное сообщество (DGMK).

#### Рабочая группа по профессиональному образованию
Рабочая группа ОНХ по профессиональному образованию состоит из представителей неакадемических химических профессий, таких как помощники химиков-технологов, помощники химиков-лаборантов или техников-химиков. Рабочая группа предлагает платформу для обмена идеями и опытом, предоставляет профессиональные предложения и работает независимо от профсоюзов, ассоциаций работодателей или организаций химической промышленности. В задачи рабочей группы входит регулярная оценка текущей ситуации по всем неакадемическим химическим профессиям и поддержание контактов с ответственными министерствами федеральных земель, Постоянной конференцией министров культуры (KMK), торговыми ассоциациями и другими представителями отраслевых интересов. Кроме того, рабочая группа выступает за расширение возможностей непрерывного образования и профессиональной подготовки для неакадемических профессиональных групп.

#### Рабочая группа по химии в медицинском образовании
Рабочая группа "Химия в медицинском образовании" была создана 2 сентября 2010 года. Целью рабочей группы является дальнейшее развитие и модернизация химической и научной подготовки на медицинских курсах (медицина человека и стоматология, а также ветеринария, молекулярная медицина и т.д.). Кроме того, рабочая группа представляет интересы этих субъектов и их представителей извне, особенно в отношении создания учебных стандартов и представительства в межуниверситетских и неуниверситетских комитетах. Цель состоит в том, чтобы устойчиво закрепить химию в качестве одного из фундаментальных научных предметов в современных медицинских исследованиях, отвечающих возможностям и задачам стремительно растущего молекулярной отрасли знания. Кроме того, рабочая группа предоставляет платформу для обмена опытом на всех уровнях.

#### Рабочая группа «Химия и Общество»
Рабочая группа "Химия и общество" была основана в 2014 году президентом ОНХ Томасом Гилхааром, который выбрал тему "Химия и общество" в качестве основной темы на свой срок полномочий. Под девизом "Химия в диалоге с обществом - информация, увлечение, противоречия" рабочая группа намерена вносить свой вклад в перспективу химии, особенно на спорные темы. Основное внимание уделяется честному и прозрачному диалогу с общественностью, политиками и гражданским обществом. Рабочая группа рассматривает как достижения химии, так и основные проблемы, связанные с энергоснабжением, изменением климата и сырьевой базы, и, в частности, обращается к следующему поколению с целью вызвать увлечение химией.

#### Ассоциация профессоров химии немецких университетов (АПХНУ)
Ассоциация профессоров химии немецких университетов (АПХНУ) была основана в 1897 году как ассоциация директоров лабораторий немецких университетов и с 1999 года является рабочей группой в рамках ОНХ. В задачи и деятельность ассоциации входят выступления по вопросам развития химии в научных исследованиях и преподавании в университетах, планирование и организация конференции по химии, присуждение ежегодной премии АПХНУ для аспирантов и координация учебных курсов с конференцией кафедр химии.

#### Рабочая группа по химии фтористых соединений
Рабочая группа "Химия фтористых соединений" была создана в 2008 году, чтобы заниматься химией фтора как междисциплинарной наукой со связями с существующими секциями ОНХ. Задачи этой группы состоят в том, чтобы пробудить интерес и понимание химии фтора и её отдельных направлений, содействовать продвижению химии фтора в университетах, промышленности и государственных учреждениях, а также оказывать поддержку молодым ученым во всех областях химии фтора. Кроме того, рабочая группа предоставляет информацию об основных направлениях исследований и другой деятельности в области химии фтора, расширяет контакты и обмен опытом между своими членами и зарубежными коллегами, а также содействует повышению квалификации в области химии фтора. В то же время она направлена на создание моста между школой, университетом и работой, а также на создание связей и сотрудничества с другими химическими дисциплинами.

#### Рабочая группа по теоретической химии (РГТХ)
Рабочая группа по теоретической химии (РГТХ) опирается на поддержку трёх научных обществ: Немецкого бунзеновского сообщества и общества физической химии (DBG), Немецкого физического общества (DPG) и Общества немецких химиков (ОНХ). Рабочая группа способствует сотрудничеству ученых, работающих в области теоретической химии, и представляет их интересы по отношению к другим предметам и их объединениям.

#### Объединенная группа химической биологии
Группа химической биологии была основана в 2005 году совместно с Обществом химического машиностроения и биотехнологии (DECHEMA), Немецким фармацевтическим сообществом (НФС), Обществом биохимии и молекулярной биологии (ОБМБ) и Обществом немецких химиков (ОНХ). Важнейшей целью группы является запуск ChemBioNet в качестве экспертной и ресурсной сети для поддержки химической биологии в фундаментальных научных исследованиях.

#### Объединенная группа биоинформатики
Биоинформатика - междисциплинарная наука, использующая математические подходы и компьютерные методы для решения вопросов, связанных с исследованиями в области наук о жизни, особенно на молекулярном уровне. По этой причине Общество химического машиностроения и биотехнологии (DECHEMA) объединилось в мае 2014 года с Обществом биохимии и молекулярной биологии (ОБМБ), Обществом немецких химиков (ОНХ) и Общество информатики (ОИ) с целью объединения деятельности своих групп в области компьютерных наук о жизни в Объединённую группу биоинформатики.
Группа оказывает интенсивную поддержку академическому преподаванию, внося свой вклад в подготовку кадров и формирование курсов, стремится адаптировать спектр предлагаемых учебных программ к быстро меняющемуся спросу. Кроме того, ежегодно проводится Немецкая конференция по биоинформатике (НКБ) - крупнейшее национальное мероприятие такого рода в Европе.

### Повышение квалификации
Немецкое химическое общество предлагает курсы повышения квалификации для химиков в следующих областях:
- "Аналитическая химия" (хроматография, масс-спектрометрия, спектроскопия),
- "Гарантия качества",
- "Науки о жизни" (медицинская химия),
- "Методы синтеза",
- "Пищевая химия",
- "Современные методы и процедуры",
- "Химия и экономика",
- "Химия и право".

Неспециалисты в области химии также могут получить знания по основам химии на курсе "Химия для неспециалистов".

### Научные издания
Немецкое химическое общество является издателем и владельцем или соредактором/совладельцем ряда известных журналов почти из всех областей химии. Через компанию Wiley-VCH GmbH & Co. KGaA в Вайнхайме, в частности, издается: журнал Angewandte Chemie на немецком и английском языках, европейские журналы ChemPubSoc, журналы Chemie Ingenieur Technik (совместно с CITplus и ChemBioEng Reviews), Chemie in unserer Zeit и CHEMKON. Совместно с научным издательством Springer Science+Business Media и совместно с химическими обществами Испании, Италии, Швейцарии, Австрии, Польши и Франции с 2002 года ОНХ выпускает журнал Analytical and Bioanalytical Chemistry.
При полном собственном редакционном руководстве и издательской поддержке для членов ОНХ издается журнал «Новости химии».

### Формы сотрудничества
ОНХ участвует во многих дискуссиях и мероприятиях на национальном и международном уровнях. В национальном контексте это касается, прежде всего, тематического сотрудничества с дружественными профессиональными обществами. В международном контексте ОНХ также в тесном сотрудничестве со своими партнёрами в странах, не входящих в ЕС, заботится о более сильном объединении европейских химических обществ с целью создания единого европейского исследовательского пространства в области химии. Для достижения этих целей ОНХ активно участвует в работе европейских и международных объединённых химических организаций.
В их число входят Европейская ассоциация химических и молекулярных наук (EuCheMS), Европейское химическое издательское общество, IUPAC/Германский центральный комитет по химии, аккредитационное агентство ASIIN и "Форум Аналитик".

### Научные конференции
Немецкое химическое общество организует национальные и международные конференции, симпозиумы и конгрессы по всем областям химии.

#### Научный химический форум
Научный химический форум — это организованный ОНХ немецкий научный конгресс по химии, который проводится раз в два года в различных местах Германии. Он охватывает весь спектр химии. На нем встречаются около 2000 химиков. В дополнение к разнообразной и высококлассной научной программе проходит большая корпоративная выставка, ярмарка вакансий и разнообразных программ поддержки.
В сентябре 2017 г. в Берлине состоялся научный форум ОНХ "Химия движет", посвящённый 150-летнему юбилею Общества. Рабочие группы ОНХ провели несколько панельных сессий и симпозиумов в рамках Научного форума "Химия 2017" Общества немецких химиков (ОНХ) 12 и 13 сентября 2017 года на базе Свободного университета и в Харнакском доме Общества Макса Планка в берлинском пригороде Далем. Мероприятия охватывали весь спектр современной химии - от школьных экспериментов до фундаментальных исследований и промышленного применения. Они способствовали научному обмену информацией о новых тенденциях в промышленности, а также в школах, университетах и научно-исследовательских учреждениях. Учителя химии также получили новые идеи для современного преподавания уроков химии. Научный форум также предусматривал работу с новыми целевыми группами: со школьниками, а также с начинающими предпринимателями, представителями бизнеса, инвесторами и политиками. Темы варьировались от Олимпиады по химии и Дня эксперимента для школьников вплоть до Инновационного марафона.

### Проекты
ОНХ поощряет распространение химии в виде её преподавания, научных исследований, её практическом применении и стремится содействовать пониманию и знанию химии в том числе за счет реализации подобных проектов:
- Каждую неделю на сайте «Актуальное недельное обозрение» (нем. Aktuelle Wochenschau) можно ознакомиться с актуальными темами исследований в различных областях химии (предыдущие темы: Аналитическая химия, электрохимия и химия красок и покрытий, устойчивая химия, химия пищевых продуктов, химия и энергетика, строительная химия, равные возможности в химии, биохимии, химии воды, а также химии и света).[9]
- На интернет-платформе «Удивительная химия» (нем. Faszination Chemie) различные химические вещества описаны максимально понятно и интересно. По большей части авторы не применяют сложные химические формулы. Статьи рассчитаны как на непрофессионалов, так и на читателей, неравнодушных к химии. Цель платформы — сделать информацию понятнее и побудить к увлечению химией.[10]
- Предложения по повышению квалификации учителей химии в учебных центрах ОНХ в кооперации с несколькими университетами.
- Предоставление грантов на проезд для участия в конференциях и конгрессах.

## Премии и награды

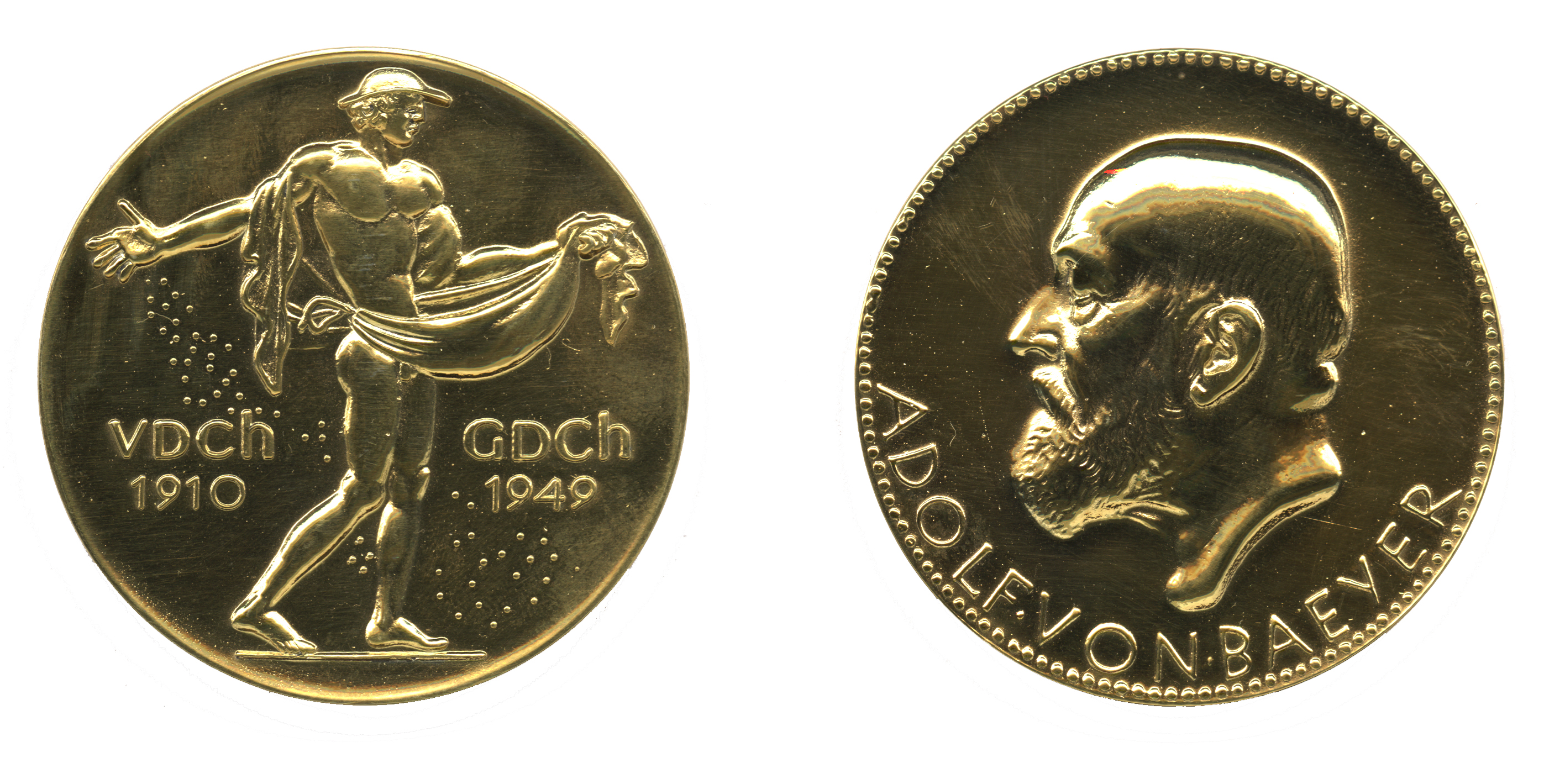
Памятная медаль с профилем Адольфа Байера, которая вручается Немецким химическим обществом в качестве награды в области органической химии.

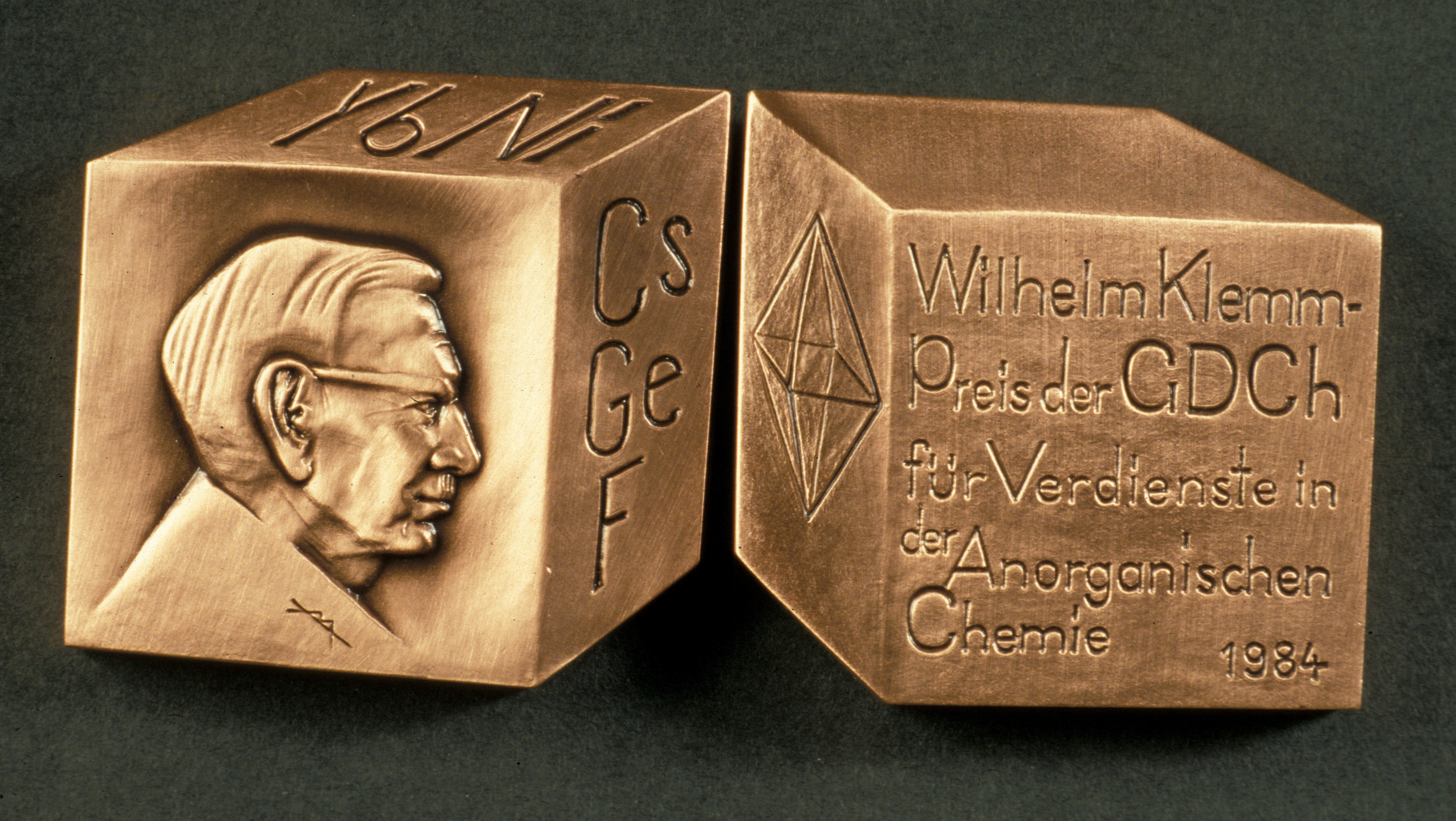
Памятный кубик (Вильгельм Клемм), который вручается Немецким химическим обществом в качестве награды в области неорганической химии.

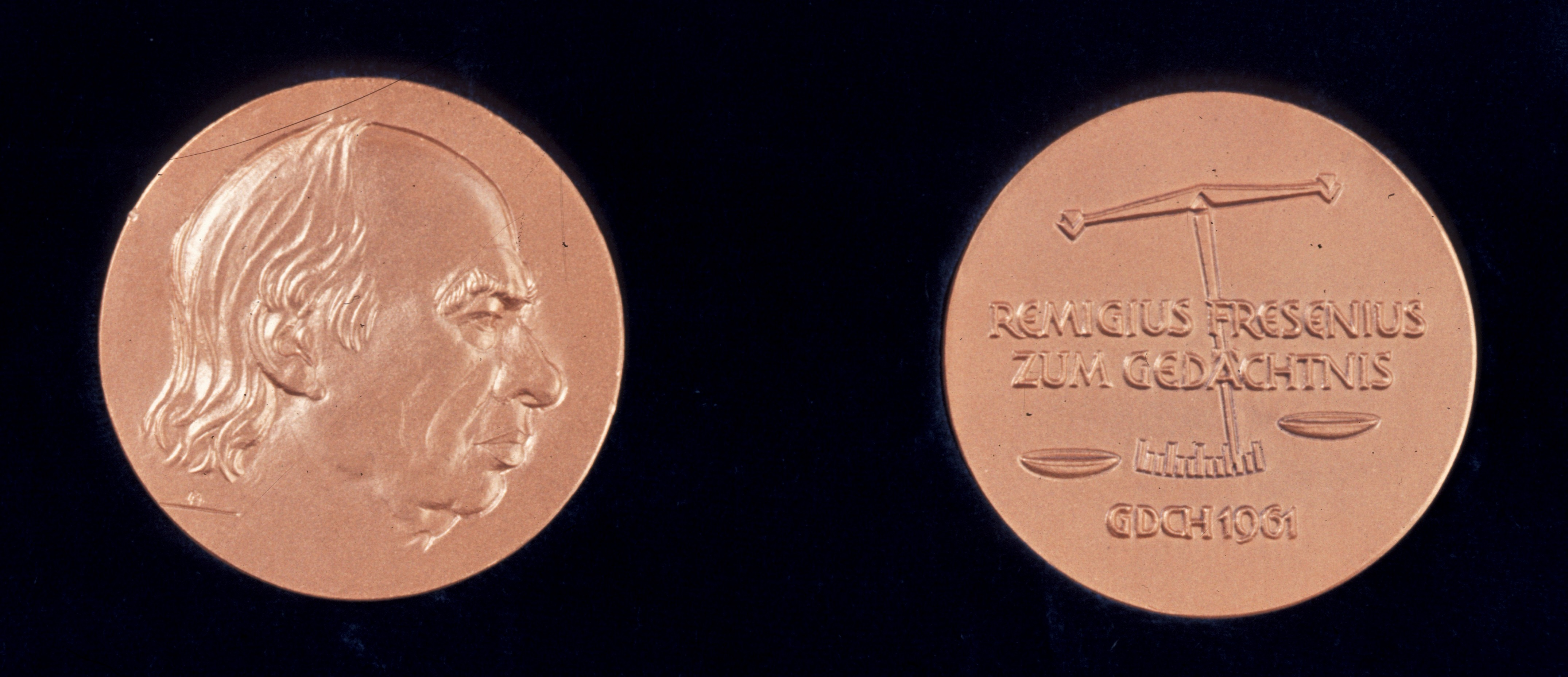
Памятная медаль (Фрезениус), которая вручается Немецким химическим обществом в качестве награды в области аналитики.

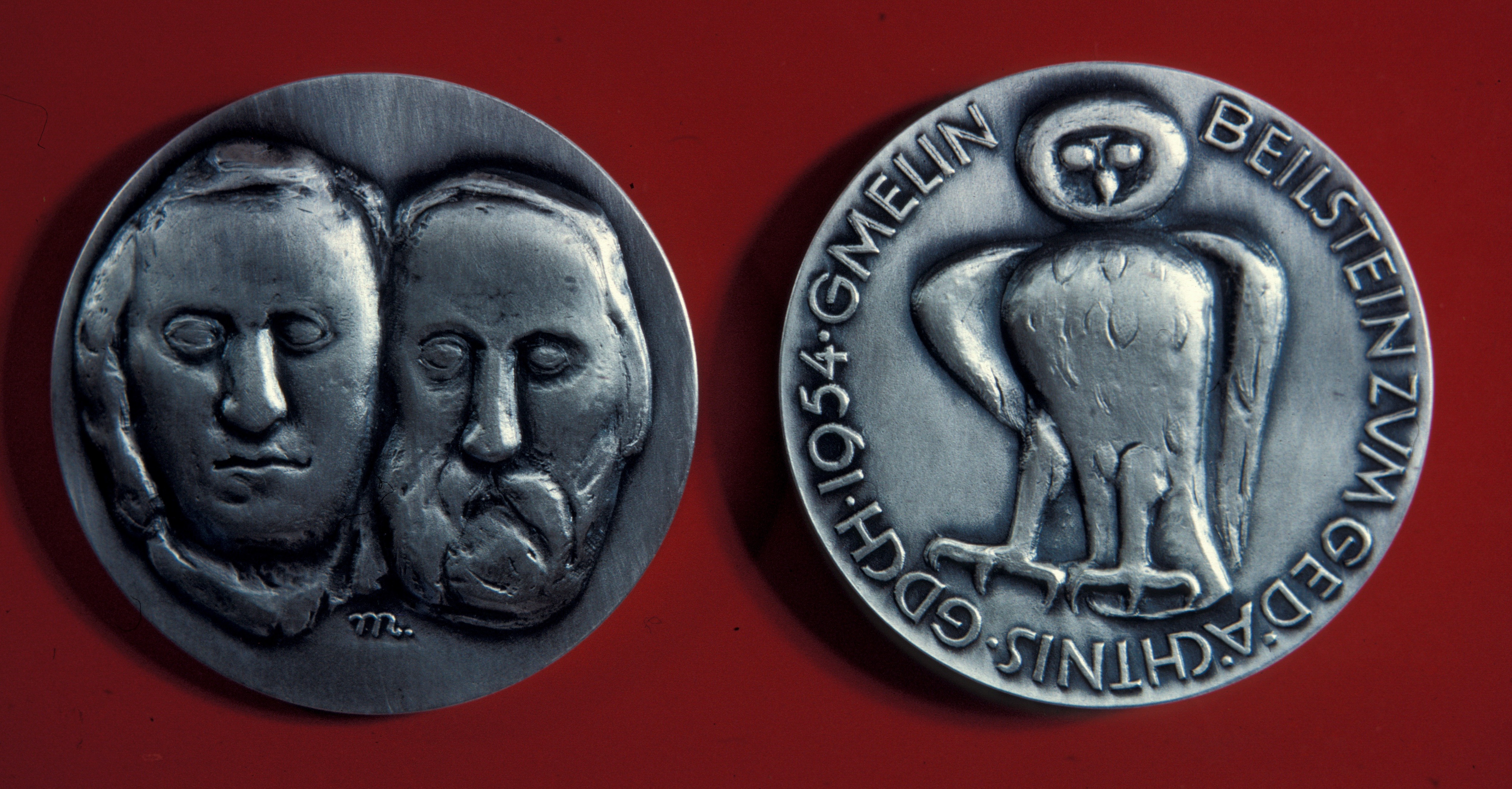
Памятная медаль (Гмелин-Байльштайн), которая вручается Немецким химическим обществом в качестве награды в области Истории химии и химической литературы.

Немецкое химическое общество вручает следующие премии и награды:
Две премии в размере 50 000 евро являются одними из важнейших немецких премий в области естественных наук:
- Премия Отто Хана (многопрофильная), совместно с Немецким физическим обществом и городом Франкфурт-на-Майне
- Премия Карла Циглера[нем.], вручается Фондом Карла Циглера, входящего состав ОНХ.

Weitere (zumeist mit 7500 € dotierte und jährlich vergebene) Preise der GDCh sind:
- Памятная медаль Адольфа Байера[нем.] (Органическая химия)
- Премия Альбрехта Косселя[нем.] (Биохимия, вручается с 2014 г.)
- Памятная медаль Альфреда Штока[нем.] (Неорганическая химия)
- Премия Арфведсона Шленка[нем.] (учреждена компанией Chemetall, в настоящее время Rockwood Lithium)
- Памятная медаль Августа-Вильгельма фон Хоффмана[нем.] (многопрофильная)
- Памятная премия Карла Дуйсберга[нем.] (многопрофильная, для молодых ученых)
- Памятная табличка Карла Дуйсберга[нем.] за заслуги в деле популяризации химии
- Поощрительная премия Карла Рота[нем.] (учреждена компанией Carl Roth GmbH & Co. KG, вручается молодым ученым, окончившим университет не более, чем 5 лет назад)
- Медаль Клеменса Винклера[нем.] (Аналитическая химия)
- Медаль Эмиля Фишера[нем.] (Органическая химия)
- Премия Эберхарда Герштеля[нем.] (Технология аналитического разделения, вручается с 2010 г.)
- Премия Эриха Хюкеля[нем.] (Теоретическая химия, вручается с 2016 г.)
- Премия Фрезениуса[нем.] (Аналитическая химия)
- Премия ОНХ для журналистов и писателей[нем.][12]
- Памятная медаль Гмелин Байнштайн[нем.] (Химическая информация, История химии)
- Премия Хайнца Шмидкунца[нем.] за работы в области химической дидактики, названа в честь Хайнца Шмидкунца[нем.](1929–2012)
- Премия Германа Штаудингера[нем.] (Химия высокомолекулярных соединений)
- Премия Хорста Працеюса[нем.] (Хиральность в химии)
- Премия за ииновации в области медицинской/фармацевтической химии[нем.] , вручается совместно с Немецким фармацевтическим сообществом[нем.]
- Памятная медаль Йозефа Кёнига[нем.] (Пищевая химия)
- Памятная медаль Либиха (многопрофильная); Этой медалью в 1931 году была впервые награждена женщина-химик (Ида Ноддак).
- Премия Пауля Бунге[нем.] , вручается Фондом Ганса Енеманна
- Премия Примо Леви[нем.], вручается с 2017 года совместно с Итальянским химическим обществом, за заслуги химиков в борьбе за права человека
- Премия Вильгельма Клемма[нем.] (Неорганическая химия)
- Премия Вильгельма Оствальда для молодых ученых[нем.] (многопрофильная, вручается совместно Немецким бунзеновским обществом и Обществом Вильгельма Оствальда)
- Премия Вёлера по прикладной химии[нем.]

Следующие премии вручаются на уровне отделений ОНХ:
- Строительная химия
- Преподавание химии (Премия Фридриха Штромайера, Премия Генриха Рёсслера[нем.])
- Медицинская химия
- Медицинская/фармацевтическая химия
- Фотохимия (Премия Альберта Веллера[нем.]), вручается ОНХ совместно с Немецким бунзеновским обществом физической химии[нем.]
- Химия окружающей среды и эко-токсикология: Премия Пауля Крутцена[нем.]
- Химия воды

В рамках программы "Исторические места, связанные с химией" ОНХ также отмечает места деятельности исторически значимых химиков. В воскресенье, 10 сентября 2017 года, в Культурном центре Якоба и Вильгельма Гримм Берлинского университета имени Гумбольдта была торжественно открыта мемориальная доска Августа-Вильгельма фон Гофмана (1818-1892 гг.), президента-основателя ОНХ.
Общество немецких химиков является домом для нескольких фондов, которые, помимо финансирования, также присуждают собственные премии:
- Фонд Августа-Вильгельма фон Хофмана, назван в честь Августа-Вильгельма фон Хофмана (1818–1892); присуждает стипендии студентам, изучающим химию.
- Фонд Георга Манеке , назван в честь Георга Манеке[нем.] (1916–1990)
- Фонд Гельмута Бредерека[нем.], назван в честь Гельмута Бредерека[нем.] (1904–1981); Премия Гельмута Бредерека[нем.]
- Фонд Германа Шнелля, назван в честь Германа Шнелля[нем.] (1916–1999)
- Фонд Карла Циглера, назван в честь Карла Циглера (1898–1973); Премия Карла Циглера, Грант Карла Циглера
- Фонд Клауса Грое, назван в честь Клауса Грое (* 1934); Премия Клауса Грое[нем.] в области Медицинской химии
- Фонд Ганса Р. Йенемана, назван в честь Ганса Р. Йенемана (1920–1996); Премия Пауля Бунге[нем.]
- Фонд Майера-Галова по экономической химии, назван в честь Эрхарда Майера-Галова[нем.]; Премия Майера-Галова по экономической химии[нем.]

В 1999 году Немецкое химическое общество было награждено медалью Лавуазье Французского химического общества.

## Почётные члены
Почётное членство является высшей наградой ОНХ и присуждается ученым, внёсшим выдающийся вклад в развитие химии и достижение целей ОНХ. На основе предложений Исполнительного совета ОНХ Генеральная Ассамблея принимает решение о назначении почётных членов. Почётные члены имеют права полноправных членов ОНХ, но без своих обязанностей.
Почётными членами ОНХ являются:
- 1952 Отто Ган, Гёттинген, Арвид Хедвалл[нем.], Гётеборг/Швеция, Пьер Жолибуа[нем.], Париж/Франция, Пауль Каррер, Цюрих/Швейцария, Александер Робертус Тодд, Кембридж/Великобритания
- 1953 Филипп-Генрих Хёрлайн[нем.], Вупперталь-Эльберфельд
- 1955 Роберт Бернс Вудвард, Кембридж/США
- 1956 Герман Штаудингер, Фрайбург
- 1957 Отто-Генрих Варбург, Берлин
- 1958 Ганс-Лебрехт Меервейн, Марбург, Альфред Кюн[нем.], Тюбинген
- 1959 Артур Штоль[нем.], Арлесхайм/Швейцария
- 1963 Вильгельм Клемм[нем.], Мюнстер
- 1965 Отто Байер, Леверкузен
- 1967 Карл-Иоганн Фройденберг[нем.], Гейдельберг, Фридрих Висли[нем.], Вена/Австрия, Курт Мотес, Галле/Заале
- 1968 Карл Вальдемар Циглер, Мюльхайм/Рур
- 1979 Рудольф Брилль[нем.], Берлин
- 1981 Адольф Бутенандт, Мюнхен
- 1982 Гарри Джулиус Эмилье[нем.], Кембридж/Великобритания
- 1983 Владимир Прелог, Цюрих/Швейцария
- 1984 Эрнст Отто Фишер, Мюнхен
- 1988 Оскар Глемзер[нем.], Гёттинген
- 1991 Рольф Хусген[нем.], Мюнхен
- 1994 Генрих Нёт[нем.], Мюнхен
- 1997 Губерт Маркл, Констанц и Мюнхен
- 1998 Жан-Мари Лен, Страсбург/Франция
- 1999 Хайнц А. Штааб, Гейдельберг, Роалд Хоффманн, Итака/США
- 2000 Рудольф Заградник[нем.], Прага/Чехия
- 2001 Вильгельм Нильс Фрезениус[нем.]Вильгельм Нильс Фрезениус, Таунусштайн
- 2003 Хендрик том Дик[нем.], Фридрихсдорф
- 2004 Леопольд Хорнер[нем.], Майнц
- 2006 Ганс-Юрген Кведбек-Зигер[нем.], Бад Дюркхайм
- 2007 Джордж А. Ола, Лос-Анджелес/США
- 2008 Герхард Эртль, Берлин
- 2012 Гюнтер С. Фишер[нем.], Галле/Заале, Эккехард Винтерфельдт[нем.], Ганновер
- 2014 Гюнтер Вильке, Мюльхайм/Рур
- 2015 Хеннинг Хопф[нем.], Брауншвейг
- 2016 Дитер Ян[нем.], Эдинген-Некархаузен
- 2017 Эгон Фангхэнель[нем.] , Хельга Рюбзамен-Шефф[нем.] и Петер Гёлитц
- 2019 Франсуа Дидрих[нем.]

## Президенты Немецкого химического общества с 1949 года
- 1949–1951 Карл Циглер (1898–1973), Мюльхайм/Рур
- 1952–1953 Вильгельм Клемм[нем.] (1896–1985), Мюнстерский университет
- 1954–1955 Ульрих Хаберланд[нем.] (1900–1961), Bayer AG, Леверкузен
- 1956–1957 Буркхардт Хельферих[нем.] (1887–1982), Боннский университет
- 1958–1959 Карл Вурстер[нем.] (1900–1974), BASF AG, Людвигсхафен
- 1960–1961 Эгон Виберг[нем.] (1901–1976), Мюнхенский университет
- 1962–1963 Карл Виннакер[нем.] (1903–1989), Hoechst AG, Франкфурт-на-Майне
- 1964–1965 Рихард Кун (1900–1967), НИИ мед.исследований, Гейдельберг
- 1966–1967 Гельмут Лей[нем.] (1909–1973), Metallgesellschaft AG, Франкфурт-на-Майне
- 1968–1969 Гельмут Бредерек[нем.] (1904–1981), Штутгартский университет
- 1970–1971 Бернхард Тимм[нем.] (1909–1992), BASF AG, Людвигсхафен
- 1972–1973 Феодор Линен (1911–1979), НИИ биохимии, Мартинсрид
- 1974–1975 Курт Хансен[нем.](1910–2002), Bayer AG, Леверкузен
- 1976–1977 Оскар Глемзер[нем.] (1911–2005), Геттингенский университет
- 1978–1979 Эрнст Бикерт[нем.] (1924–2013), Knoll AG, Людвигсхафен
- 1980–1981 Гюнтер Вильке (1925–2016), НИИ угля, Людвигсхафен
- 1982–1983 Рольф Заммет[нем.] (1920–1997), Hoechst AG, Франкфурт-на-Майне
- 1984–1985 Хайнц А. Штааб (1926–2012), НИИ мед.исследований
- 1986–1987 Ян Тезинг[нем.] (1924–2018), Merck KGaA, Дармштадт
- 1988–1989 Генрих Нёт[нем.] (1928–2015), Мюнхенский университет
- 1990–1991 Карл-Генрих Краух[нем.] (1931–2004), Hüls AG, Марль
- 1992–1993 Генрих Нёт[нем.] (1928–2015), Мюнхенский университет
- 1994–1995 Ганс-Юрген Кведбек-Зигер[нем.] (* 1939), BASF AG, Людвигсхафен
- 1996–1997 Эккехард Винтерфельдт[нем.] (1932–2014), Ганноверский университет
- 1998–1999 Эрхард Майера-Галов[нем.] (* 1942), Hüls AG и Stinnes AG
- 2000–2001 Герхард Эркер[нем.] (* 1946), Мюнстерский университет
- 2002–2003 Фред-Роберт Хайкер[нем.] (* 1949), Bayer AG, Леверкузен
- 2004–2005 Хеннинг Хопф[нем.] (* 1940), Браушвейгский технический университет
- 2006–2007 Дитер Ян[нем.] (* 1951), BASF AG, Людвигсхафен
- 2008–2009 Клаус Мюллен (* 1947), НИИ полимеров, Майнц
- 2010–2011 Михаэль Дрёшер[нем.] (* 1949), Evonik Degussa GmbH, Эссен
- 2012–2013 Барбара Альберт[нем.] (* 1966), Дармштадтский технический университет
- 2014–2015 Томас Геелхаар[нем.] (* 1957), Merck KGaA, Дармштадт
- 2016–2017 Тисбе К. Линдхорст[нем.] (* 1962), Кильский университет им. Кристиана Альбрехта
- 2018–2019 Маттиас Урманн[нем.] (* 1964), Sanofi-Aventis, Франкфурт-на-Майне
- 2020–2022 Петер Р. Шрайнер[нем.] (* 1965), Гиссенский университет им. Юстуса Либиха